# 阿古御局
阿古御局（おこごのつぼね、天正18年（1590年） - 慶長20年5月8日（1615年6月4日））は、安土桃山時代から江戸時代初期にかけての女性。名は菊。淀殿のちに豊臣秀頼の侍女で、大上臈（この雅名の意味については後述）を名乗る。他に「中将」、「弁宰相阿古大上臈」、「和期の方（あるいは和期の局）」（ともに「わご」と読む）とも。

## 生涯
天正18年（1590年）、誕生。父は伊勢貞為（『寛政諸家系図伝』）、あるいは伊勢貞景や伊勢貞良とも。母は松永久秀の長女もしくは孫娘ともされる。
12歳で豊臣秀頼のもとへ出仕。翌年、秀頼が参内した際に同車にて参内したため、公家衆より武士の娘を参内するとはと非難されたが、後陽成天皇勅定により平重盛の子孫のため仮親を立てずとも参内可能という特例を得た。3か月奉公し、「弁宰相阿古大上臈」の官位を得る。
大坂の陣では山里曲輪の糒蔵にて秀頼・淀殿と共に自害した。大坂城の祠には「三十二義士」の一人として残る。院号は青松院。菩提寺は北野神社および青松院。

## 「大上臈」について
『官職要解』では以下のように説明される。
- 上臈とは御匣殿、尚侍、および二位、三位の典侍で禁色をゆるされた大臣の女、あるいは孫女などのこと。
- 上臈には「大納言局」「中納言局」「左衛門督」「帥」「一位局」「二位局」「三位局」などとつけ、少々低いところには「按察使」とつける。
- 三位以上の夫人でも禁色を許されないものは上臈と称することは許されなかった。
- 特に大上臈は仙洞（上皇御所）および執柄家（摂関家）におかれた女房（豊臣は摂関家の一つと捉えられていた。）。

## 淀殿自筆書状
- 淀殿自筆書状に見える署名について「あこ」と読めるものはこの菊の代筆、もしくは淀殿が菊の名を借りたものとする説がある（「あこ」ではなく「よと」であるとの説もある）。桑田忠親は侍女の代筆であるとする。
- なお、「あこ」の名が見えるとされる書状は、
  - 伊勢国慶光院文書、周養上人宛て淀殿自筆消息（慶長9年7月）
    - 宇治橋の架け替えに関する文書。徳川家光誕生を寿ぐ内容が特徴的。

  - 知善院所蔵の京極高次宛て淀殿自筆消息（慶長11年）
    - 内容は高次への私信。京極忠高への祝いのことについて。